# 퀴즈 천하통일
퀴즈 천하통일은 2000년 10월 2일부터 2004년 8월 27일까지 방송되었던 EBS 퀴즈프로그램이다.

## 역대 mc
- 컬트삼총사 (정찬우, 정성한, 김태균)(현재 컬투):2000년 10월 2일 ~ 2001년 3월 29일
- 문경훈, 최윤영(MBC 아나운서 하기 전):2001년 4월 2일 ~ 2001년 8월 23일
- 최선규:2001년 8월 29일 ~ 2002년 8월 22일
- 정재환:2002년 8월 28일 ~ 2003년 2월 20일
- 송승헌:
- 정성한:2003년 2월 26일 ~ 2004년 2월 27일
- 이윤석:2004년 3월 3일 ~ 2004년 8월 27일

## 방송 시간
| 방송 채널 | 방송 기간                         | 방송 시간                             | 방송 분량 |
| --------- | --------------------------------- | ------------------------------------- | --------- |
| EBS TV    | 2000년 10월 2일 ~ 2001년 3월 29일 | 매주 월요일 ~ 목요일 저녁 6:55 ~ 7:35 | 40분      |
| EBS TV    | 2001년 4월 2일 ~ 2001년 6월 1일   | 매주 평일 저녁 6:55 ~ 7:25            | 30분      |
| EBS TV    | 2001년 6월 4일 ~ 2001년 8월 23일  | 매주 월요일 ~ 목요일 저녁 6:55 ~ 7:25 | 30분      |
| EBS TV    | 2001년 8월 29일 ~ 2003년 9월 25일 | 매주 수요일 ~ 목요일 저녁 6:55 ~ 7:25 | 30분      |
| EBS TV    | 2003년 10월 1일 ~ 2004년 8월 27일 | 매주 수요일 ~ 금요일 저녁 6:55 ~ 7:25 | 30분      |

## 팀구성

### 2000년 10월~2001년 8월
학교 대표로 36명이 팀으로 구성

### 2001년 8월~2002년 8월
학교에서 각 학년 대표로 1명씩 출전 6명이 한팀

### 2002년 8월~2003년 2월
개인전으로 진행 라운드별로 대결하며 진사람은 다음회에 졌던 라운드에서 재도전할 수 있다.

### 2003년 2월~2004년 5월
다시 팀대결 5명이 대표로 출전에서 한팀

### 2004년 5월~마지막회
3명이 한팀으로 세팀이 대결한다.

## 역대 게임

### 2000년 10월~2001년 4월

#### GO GO! 빙고!
- 36명이 OX퀴즈를 푼다.
- 정답을 맞힌 사람만 불이 들어오며 불 한개당 1점 가로,세로,대각선 빙고가 한줄씩 생길때마다 10점 보너스

#### 선택 바로 너!
36명중 한사람을 임의로 정해 문제를 푼다.

#### 퀴즈 레볼루션
1대1대결로 DDR처럼 생긴 글자판을 밟아서 정답을 입력한다.

#### 퍼즐 천하통일
- 가로세로 퍼즐로 문제를 풀며 정답을 알면 한사람만 부저를 눌러 정답을 맞힌다.
- 4개의 힌트까지 들어도 못 맞히면 정답은 공개하지 않는다.
- 2000년 12월까지는 100점,50점,30점,0점으로 점수가 부여됐다.
- 2001년 4월까지는 맞히면 지뢰아이템을 획득한다.
- 여기서 지뢰아이템은 십자포에 맞아도 불이 꺼지지 않는다.

#### 달려라 천하통일
- 1대1대결로 달리면서 보이는 문제를 보고 정답을 맞힌다.
- 만약에 답을 모르면 끝까지 달리면 정답이 나온다.

#### 달려라 퀴즈감자
- 1,6,31,36번 학생이 감자 복장을 입고 출전해 객관식문제를 듣고 정답이라고 생각하는 번호를 고르며, 패한 학생은 탈락한다.

#### 결전 36대36
- 단체전 대결로 한명씩 대결하며 정답을 맞히면 상대팀에 불이 꺼진다.
- 두문제 연속해서 정답을 맞히면 십자포를 쏠수 있는 기회가 생긴다(연속공격 가능)
- 한팀이 10명 미만으로 남았을때는 부활퀴즈를 한다

### 2001년 10월~2002년 8월

#### 집중탐구 X-파일
주어진 주제와 관련된 문제를 푼다.

#### 미니 올림픽 100초를 잡아라
릴레이로 도전하며 각 코스마다 미션을 수행해서, 성공한 시간에 따라 점수가 주어진다.

#### 인어공주 구출 대작전
인어공주를 배경으로 한 플래시게임을 이용해 60초 동안 연상퀴즈를 맞힌다 한개 맞힐 때마다 6점,인어공주 구출 성공시 남은시간 보너스 점수획득 게다가 상품까지 획득한다.

#### 퀴즈 심봤다
- 문제를 보여주는데 6개의 키워드가 감춰져 있다.
- 6개중 하나를 골라 키워드를 열수 있다.
- 60점부터 시작해서 10점까지 점수가 차감된다.
- 상대팀도 문제를 풀수 있는데 한번의 기회를 준다.
- 만약에 정답을 맞히면 60점을 가져간다.

#### 윌리엄 텔과 뉴튼의 사과 퀴즈
플래시게임을 이용해 팀 대결로 객관식문제를 풀며 정답이라고 생각하는 번호를 화살로 쏜다.

#### 운명의 맞대결
- 각 학년끼리 대결하며 3판 2승제로 대결한다.
- 1학년 학생부터 먼저 대결하며 1학년이 지면 2학년, 3학년, 4학년, 5학년, 6학년까지 순서대로 출전한다.
- 이때 1학년 학생을 물리치면 10점, 2학년 20점, 3학년 30점, 4학년 40점, 5학년 50점, 6학년 60점을 얻는다.
- 단, 2라운드까지 점수차에 따라 지고 있는 팀이 출전할 수 있는 학생수는 줄어들 수도 있다.
- 70점 차일 경우 5학년까지, 120점 차일 경우 4학년까지, 160점 차일 경우 3학년까지, 190점 차일 경우 2학년까지, 210점 차일 경우 1학년만 출전할 수 있으며, 210점 이상에 점수차가 날 경우 콜드게임으로 최종 우승팀이 결정된다.
- 중반부에는 두 학생의 학년 합이 3,6,9일 경우에는 단판승 대결로 치러졌다.

### 2002년 8월~2003년 2월

#### 1라운드

##### 끝말잇기 퀴즈
스피드퀴즈 형태로 60초동안 연상되는 단어를 맞혀야하며 끝말잇기 형태로 문제를 맞힌다=내가하고싶다

##### 낱말 퍼즐
말그대로 낱말퍼즐을 푼다.

#### 2라운드

##### 돋보기 퀴즈
문제가 보이는데 돋보기형태로 순간적으로 보이는 글자를 보고 문제를 맞힌다.

#### 결승전
- 1대 1대결
- 초반에는 5문제를 푼학생이 이겼으며, 후반부에는 기본 불 개수 21개로 시작해서 상대방의 불을 모두 끄는 학생이 승리한다.
- 정답을 아는 학생은 1개에서 5개까지 걸수 있으며, 정답을 맞히면 상대편의 불이 꺼지며, 그렇지 않을 시에는 본인의 불이 꺼진다.

### 2003년 2월~2004년 2월

#### 달려라 큐브
문제를 듣고 글자가 적혀있는 주사위를 골라 정답을 조합한다.

#### 떡을 썰테니
한석봉과 어머니 이야기를 소재로 했으며 자음을 보고 힌트를 이용해 자음에 해당하는 단어나 문장을 맞힌다. 점수는 50점,40점,30점씩 차감.

#### 요까일엇무?
중국인 분장을 한 이철용 성우가 직접 거꾸로 말한 질문을 듣고 정답을 맞힌다.

#### 결전! 천하통일
- 현재 쌓아올렸던 점수를 갖고 대결한다.
- 상대팀의 점수를 0점으로 만든 팀이 승리한다.
- 정답을 아는 팀은 상대팀에 점수 가운데 10점에서 100점까지 걸수 있다.
- 정답을 맞히면 상대팀의 점수가 감점되며, 그렇지 않으면 본인팀의 점수가 감점된다.
- 찬스를 써서 맞히면 100점을 다시 획득할 수 있었다.
- 후반부에는 5명이 OX퀴즈를 푸는데 맞힌 사람수대로 20점씩 점수를 얻는다.